# Cecilia Cavendish-Bentinck
Cecilia Nina Bowes-Lyon, gravin van Strathmore en Kinghorne (Londen, 11 september 1862 – Glamis Castle, 23 juni 1938) was een overgrootmoeder van de Britse koning Charles III.
Cecilia Nina Cavendish-Bentinck werd geboren als de oudste dochter van dominee Charles Cavendish-Bentinck en diens echtgenote Louisa Burnaby. Op 16 juli 1881 huwde ze Claude Bowes-Lyon, later de veertiende graaf van Strathmore en Kinghorne. Zelf stamde Cecilia Cavendish-Bentinck af van de hertogen van Portland.
Het echtpaar kreeg tien kinderen. Hun jongste dochter Elizabeth huwde de toekomstige Britse koning George VI.
- Violet Hyacinth (1882-1893)
- Mary Frances (1883-1961)
- Patrick (1884-1949)
- John Herbert (1886-1930)
- Alexander Francis (1887-1911)
- Fergus (1889-1915)
- Rose Constance (1890-1967)
- Michael Claude Hamilton (1893-1953)
- Elizabeth (1900-2002)
- David (1902-1961)